# RGG Trio
RGG  (Ojdana/Garbowski/Gradziuk Trio) – polski zespół jazzowy.

## Skład zespołu
- Przemysław Raminiak – fortepian (2001-2012)
- Łukasz Ojdana – fortepian
- Maciej Garbowski – kontrabas
- Krzysztof Gradziuk – perkusja

## Dyskografia

### Albumy
- 2003: Scandinavia (debiutancki album LIVE,nagroda na Bielskiej Zadymce Jazzowej 2003 zespół występował jako „Raminiak/Garbowski/Gradziuk”)
- 2006: Straight Story (tytuł płyty i tytułowy utwór inspirowany filmem David Lyncha)
- 2007: Unfinished Story - Remembering Kosz płyta poświęcona pamięci Mieczysława Kosza (Ecnalubma Records)
- 2009: True Story - In Two Acts (Fonografika)
- 2011: ONE (Fonografika)
- 2013: Szymanowski (Fonografika) album inspirowany twórczością Karola Szymanowskiego
- 2015: Aura (OKeh Records/Sony Entertainment) międzynarodowy debiut zespołu
- 2017: Evan Parker & RGG „Live@Alchemia” (Fundacja Słuchaj)
- 2018: RGG & Trevor Watts „Rafa” (Fundacja Słuchaj)
- 2018: RGG, Verneri Pohjola, Samuel Blaser „City of Gardens” (Fundacja Słuchaj)
- 2019: Polish Jazz vol. 81: RGG „Memento” (Polskie Nagrania/Warner Music
- 2021: Mysterious Monuments On The Moon
- 2022: ENDORFINA

## Nagrody
- laureaci Bielskiej Zadymki Jazzowej (2003) i Pomorskiej Jesieni Jazzowej
- II nagroda (Three for Brad) i III nagroda (In Him We Trust) na Międzynarodowym Konkursie Kompozytorskim im. Krzysztofa Komedy (2003)
- Nagroda Publiczności i II Nagroda 27. Internacionale Festival de Jazz de GETXO, Hiszpania, 2003
- Polska Jazzowa Płyta Roku 2007 w dzienniku „Rzeczpospolita” - Unfinished Story - Remembering Kosz
- Jazzowa Płyta Roku 2007 w radiu Jazz Radio oraz w dzienniku Rzeczpospolita - Unfinished Story - Remembering Kosz
- Nagrody Polskich Melomanów 2007: wygrana - „Album Roku – Jazz Instrumentalny (Kameralny)” za Unfinished Story - Remembering Kosz; nominacja - „Kompozycja Instrumentalna Roku” dla Threedom

## O zespole - cytaty
- Anders Jormin: „Słuchając tej wspaniałej muzyki odczuwam wyraźnie, jak trio RGG podchodzi do swojej muzyki z wyważonymi umysłami i duszami pełnymi pokory i szacunku dla wydarzenia, jakim jest jej granie. Ich świadomość brzmienia i przestrzeni zaznacza fakt, że jest to zespół europejski, doskonale zorientowany we wszystkich różnych parametrach w muzyce, wartych skupienia i uwagi“.
- Thomas Gustafsson: “Doświadczanie muzyki trio RGG daje mi poczucie, dlaczego polska muzyka jest tak doceniana od czasów Fryderyka Chopina”.
- Jan Ptaszyn Wróblewski: „Każdy z osobna jest instrumentalistą na najwyższym poziomie, w dodatku z dużą dozą indywidualności, a poza tym wszyscy trzej razem - i to jest ich największa zaleta - bez przerwy nawiązują do tego, co właśnie robią partnerzy: słuchają się wzajemnie, wyczuwają, odbierają nawzajem swoje pomysły”.
- Marek Dusza: „Mamy drugi po Simple Acoustic Trio młody zespół, którym możemy pochwalić się za granicą”. (Audio, 02-2008)